# Koiviston Auto
Koiviston Auto är med totalt 650 bussar den största busskoncernen i Finland. Företaget grundades år 1928 i Björkö (fi. Koivisto, ry. Primorsk), i det område som senare ockuperades av Sovjetunionen. Därefter har Koiviston Auto haft sitt huvudkontor i Lahtis. Företaget tillverkar också egna bussar på MAN- och Cummins-underreden inom sitt dotterbolag Kabus.
Koncernen har linjetrafik över hela Finland och är uppdelad i flera dotterbolag i Lahtis, Borgå, Kervo, Vittis,  Jyväskylä, Kuopio, Uleåborg och Rovaniemi.